# Cuir

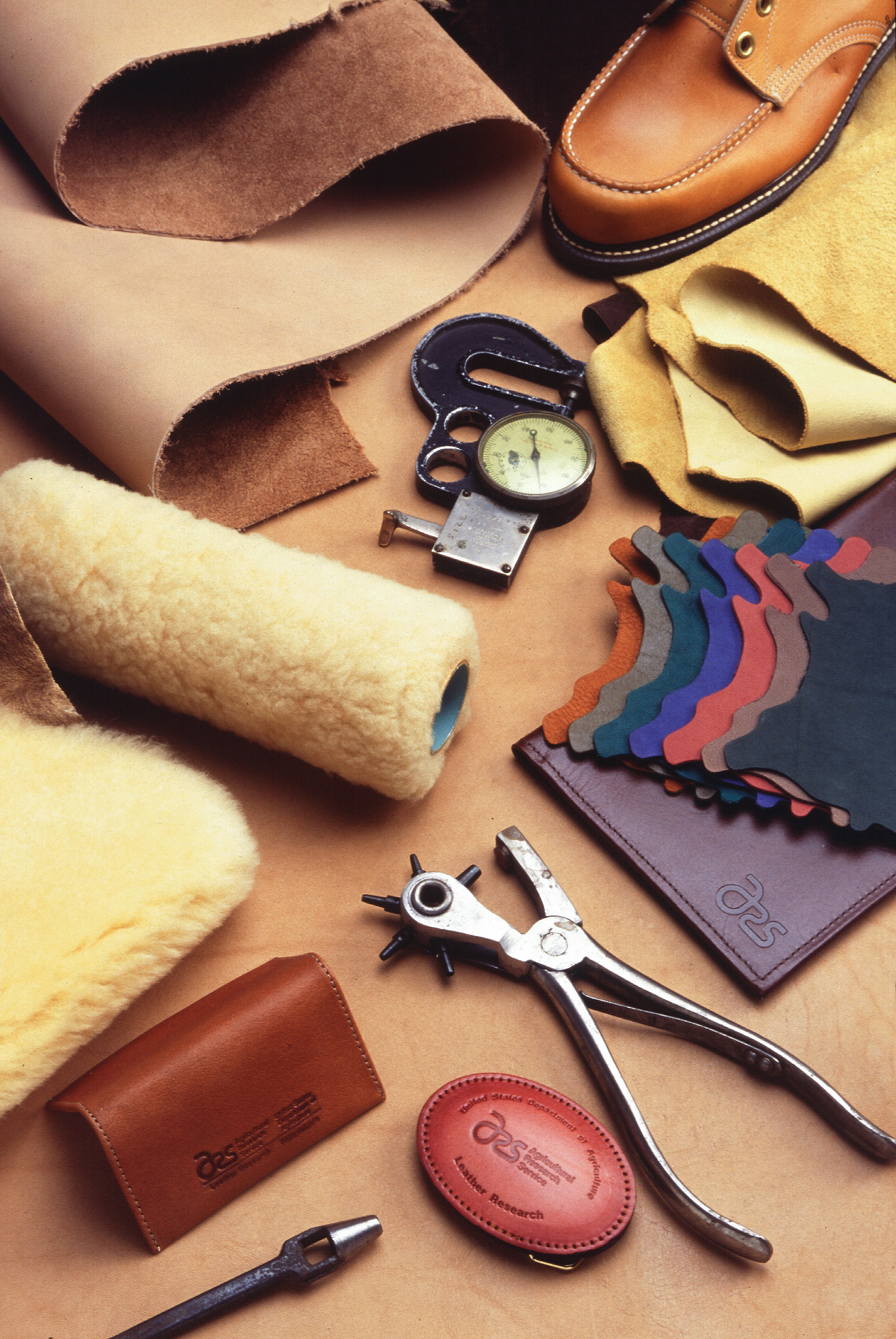
Atelier de travail sur des éléments en cuir.

Le cuir est un matériau préparé à partir de la peau d'un animal, principalement utilisé dans l'habillement et la décoration sous un grand nombre de formes. Il s'agit généralement de la peau de grands mammifères tels le bœuf et le porc, traitée industriellement par les tanneries et les mégisseries, principalement pour assurer sa conservation même en présence d'une humidité élevée. Il existe différents types de cuir, selon leur aspect, leur fabrication et l'origine de la peau,,.
Les « cuirs » végétaux, dits cuirs organiques ou éco-cuirs, font leur apparition sur le marché de l'industrie du textile,.

## Provenance
Les cuirs sont le plus souvent préparés à partir de peaux de bovins ; équidés (cordovan) ; ovins ; caprins ; cervidés ; porcins ; mais également à partir de peaux de pécaris, d'autruches, de reptiles (crocodiles, lézards...) ou de poissons (cuir de poisson), notamment des poissons cartilagineux (galuchat).
Il existe différentes imitations, appelées similis, telles que le skaï (un plastique) et cuirs organiques,  le latex (matière végétale) : cuir artificiel.

## Variétés
- Cuir brut, bleu ou mou : parler de cuir brut ou cuir vert est un abus de langage.
- Lorsque le cuir est brut ou vert, il s'agit de la dépouille de l'animal, issue de l'abattoir, non traitée (tannée). De ce fait, on  doit parler de peau brute ;
  - cuir de Russie : cuir solide, souple et étanche de (jeune) vache préparé en Russie avec une préparation à base d'écorce de bouleau (ce qui donne l'odeur typique qui a donné son nom au parfum notamment de Chanel[7]) et éventuellement teint en rouge ou noir ;
  - cuir bouilli : cuir que l'on fait bouillir avec diverses substances pour fabriquer notamment des tabatières ;
  - cuir tanné : aux tanins végétaux ou tanné aux sels de chrome ;
  - le crust : un cuir très particulier, dans la mesure où il n’a presque pas été traité. La tannerie n’y a pas posé d’apprêt, et la peau a subi le minimum de traitement chimique. Ce cuir absorbera tous types de traitement ou de couleur, facilement, et il est particulièrement apprécié et utilisé pour les patines (en chaussures comme en accessoires) ;
  - cuir corroyé : obtenu en immergeant les peaux dans l'eau, en les foulant avec les pieds pour les assouplir et en les enduisant ensuite d'un corps gras, plus utilisé pour la cordonnerie ;
  - maroquin : peaux de chèvre ou de mouton tannées au sumac ou à la noix de galle. Les relieurs l'utilisent beaucoup ;
  - peaux mégissées : peaux de chevreau, de mouton ou d'agneau rendues imputrescibles au moyen de sels marins et d'alun, employées dans la ganterie ;
  - cuirs vernis : peaux corroyées auxquelles on applique plusieurs couches d'un mélange de craie en poudre, de noir de fumée et d'huile siccative. Après quoi on les enduit au pinceau avec un vernis ;
  - nubuck : cuir gratté, réalisé à partir d'un cuir pleine fleur ou d'un cuir fleur sciée ;
  - cuir pleine fleur/aniline : cuir gardant son épaisseur d'origine, la partie visible est la partie côté poils, le plus résistant ;
  - cuir fleur sciée : cuir dont on a diminué l'épaisseur tout en gardant le côté fleur ;
  - croûte de cuir : épaisseur de cuir obtenue lorsque l'on refend la peau pour obtenir l'épaisseur désirée (d'où le terme « refente » ). Le morceau de peau obtenu, généralement de la taille (surface) de la peau d'origine, ne possède pas de fleur (c’est-à-dire le côté lisse ou côté poils) c'est donc le côté chair de la peau. Cette croûte est le plus souvent enduite de vernis ou de polyuréthane et « imprimée » pour simuler un cuir pleine fleur. Elle peut aussi être transformée en suède ;
  - peau de chamois : autrefois fabriquée avec de véritables peaux de chamois traitées à l'huile de poisson[8], aujourd'hui produite par traitement de peaux d'ovins ou caprins domestiques, sous le nom de « peau chamoisée ». La technique associée est appelée le « chamoisage » ;
  - peau de chagrin : un cuir d'onagre, de chèvre ou de mouton, servant jusqu'au XIXe siècle à la couverture et à la reliure des livres[9].

### Cuirs végétaux
Les « cuirs » végétaux, souvent appelés par anglicisme cuirs organiques, sont le résultat de la transformation d'un végétal, utilisé comme substitut au cuir animal. On trouve notamment :
- le cuir de cactus, un simili-cuir obtenu à partir du nopal ;
  - le Frumat, un simili-cuir issu de la transformation de la pomme ;
- le Pinatex, un simili-cuir issu de feuilles d'ananas.

En France, un décret de 2010 interdit l'emploi du mot cuir dans la dénomination commerciale de tout produit ne provenant pas d'une peau animale.

## Préparation

### Action du sel
Les peaux fraîches sont salées afin d’éliminer l’eau des tissus et ainsi de ralentir la dégradation causée par le développement des micro-organismes présents : du sel de mine grossier de granulométrie de 2 à 3 mm de diamètre est utilisé et des agents antiseptiques peuvent être ajoutés. Lors du salage, les peaux peuvent perdre jusqu'à 10 % de leur poids en eau. Les peaux sont empilées de façon à faciliter l’écoulement de la saumure dans un local avec une humidité relative de 70 % à 90 %. La température est maintenue aux alentours de 10 °C pour améliorer la conservation des peaux.
Au bout de quinze jours, les peaux sont dessalées, examinées une à une et triées en fonction de leur épaisseur, du nombre de défauts, de la présence de cicatrices ou encore en fonction de leur poids et de leur surface.

### Travail de rivière
Une fois la peau arrivée à la tannerie, elle subit le "travail de rivière" qui est une succession de cinq opérations :
- le trempage (ou reverdissage) : la peau est ré-humidifiée pour retirer les impuretés et les souillures ;
- l'épilage/pelanage : retrait chimique des poils et de l'épiderme grâce au pelain ;
- l’écharnage : à cette étape, on retire le tissu sous-cutané mécaniquement avec une écharneuse ;
- le confitage : l’élastine est éliminée grâce à des enzymes qui vont aussi finir de nettoyer la surface des peaux ;
- le picklage : à ce stade, les peaux sont encore putrescibles, pour les préparer à l’étape de tannage ou pour les conserver, elles sont acidifiées et salées pour leur retirer de l’eau.

### Tannage
Le tannage est l'opération la plus importante qui consiste à transformer la peau d'animal en cuir grâce à des tanins, substances de différentes natures qui permettent de passer d’une peau putrescible, sensible à l’eau chaude et très hydratée à une matière imputrescible, résistante à l’eau chaude et peu hydratée.
Trois familles de tanins peuvent être utilisées pour le tannage des peaux :
- tanins minéraux : chromeIII, aluminium, zirconium, fer, etc.
- tanins végétaux : chêne, châtaignier, quebracho, mimosa, tara, sumac, myrobolan, etc.
- tanins synthétiques : glutaraldéhyde, tryazine, etc.

### Corroyage
Le corroyage du cuir (ou hongroyage), est un ensemble d'opérations de finissage, couramment pratiqué pour la cordonnerie. Ces opérations sont effectuées après le tannage, à l'aide d'outils spéciaux : bigorne, butoir, couteau à revers, demi-rond, drayoire, étire, lunette, marguerite ou paumelle, paroir. Elles affectent les propriétés chimiques et mécaniques du cuir : assouplissement, finissage de surface.
Le cuir peut ainsi subir les traitements suivants :
- un essorage, qui permet d'enlever une quantité d'eau dans les peaux tannées pour pouvoir manipuler les cuirs ;
- un tri : les cuirs sont classés en fonction des défauts de surface ;
- la refente et le dérayage : le cuir est aminci pour avoir l’épaisseur souhaitée ;
- le retannage, la teinture et la nourriture : le cuir est retravaillé suivant son utilisation finale : tenue, densité, couleur et souplesse sont ajustées ;
- un essorage ou mise au vent, qui permet d'avoir des cuirs plats ;
- un séchage, étape pour obtenir un cuir sec ;
- le palisson, qui permet d'assouplir les cuirs.

### Finissage

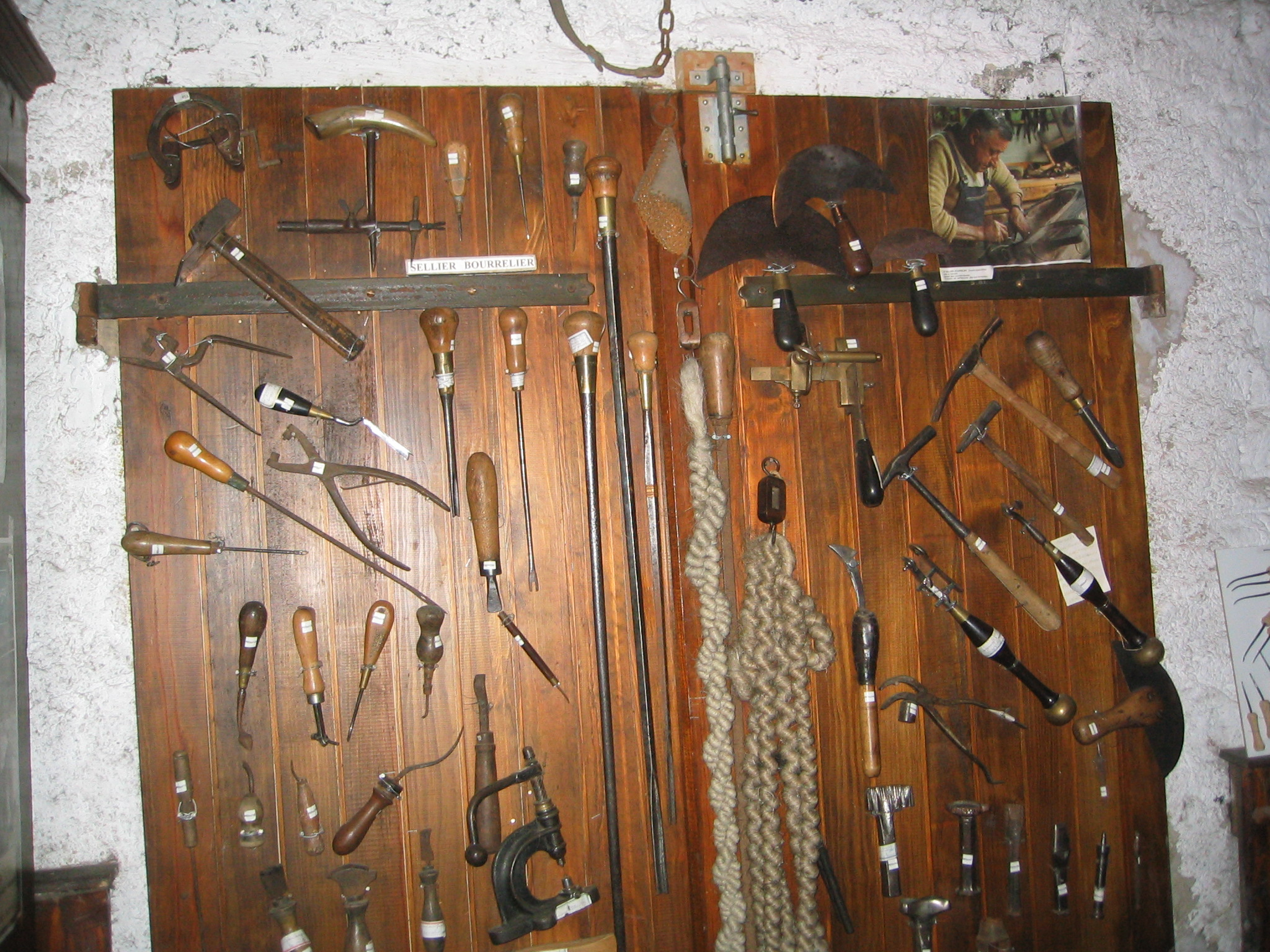
Outils traditionnels du sellier-bourrelier (Vosges).

À cette étape, le cuir va acquérir des propriétés spécifiques, notamment sur la texture et son aspect. Ces propriétés permettent d’uniformiser les cuirs issus de la production. Selon les utilisations, on distingue le finissage aniline, semi-aniline et le finissage pigmenté.
Le finissage aniline met en valeur la surface du cuir en le recouvrant d’un produit transparent. C’est un cuir qui a un très bel aspect, mais dont l’entretien demande une attention particulière; la couleur prend sa patine au fil temps, cela veut dire que entre le bain de teinte et l'usage, la couleur varie.
Le cuir semi-aniline est couvert d’une couche de pigment légèrement opaque et d’une couche de produit translucide, ce qui permet de cacher de petits défauts; la couleur prend sa patine au fil temps; cela veut dire que entre le bain de teinte et l'usage, la couleur varie.
Le cuir pigmenté est uniquement recouvert  d’une couche de pigments opaque. Il est facile de l'entretenir et peu sensible à l’eau.

## Utilisation
Le cuir est utilisé dans plusieurs domaines : la sellerie, maroquinerie, cordonnerie, bourrellerie, fabrication de vêtements, ganterie, gainerie, reliure, sculpture, fabrication de meubles et armurerie.

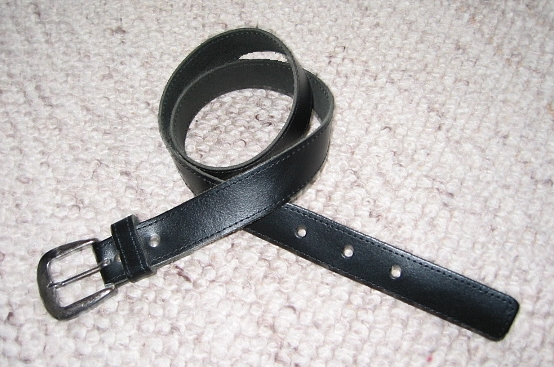
Ceinture (vêtement)
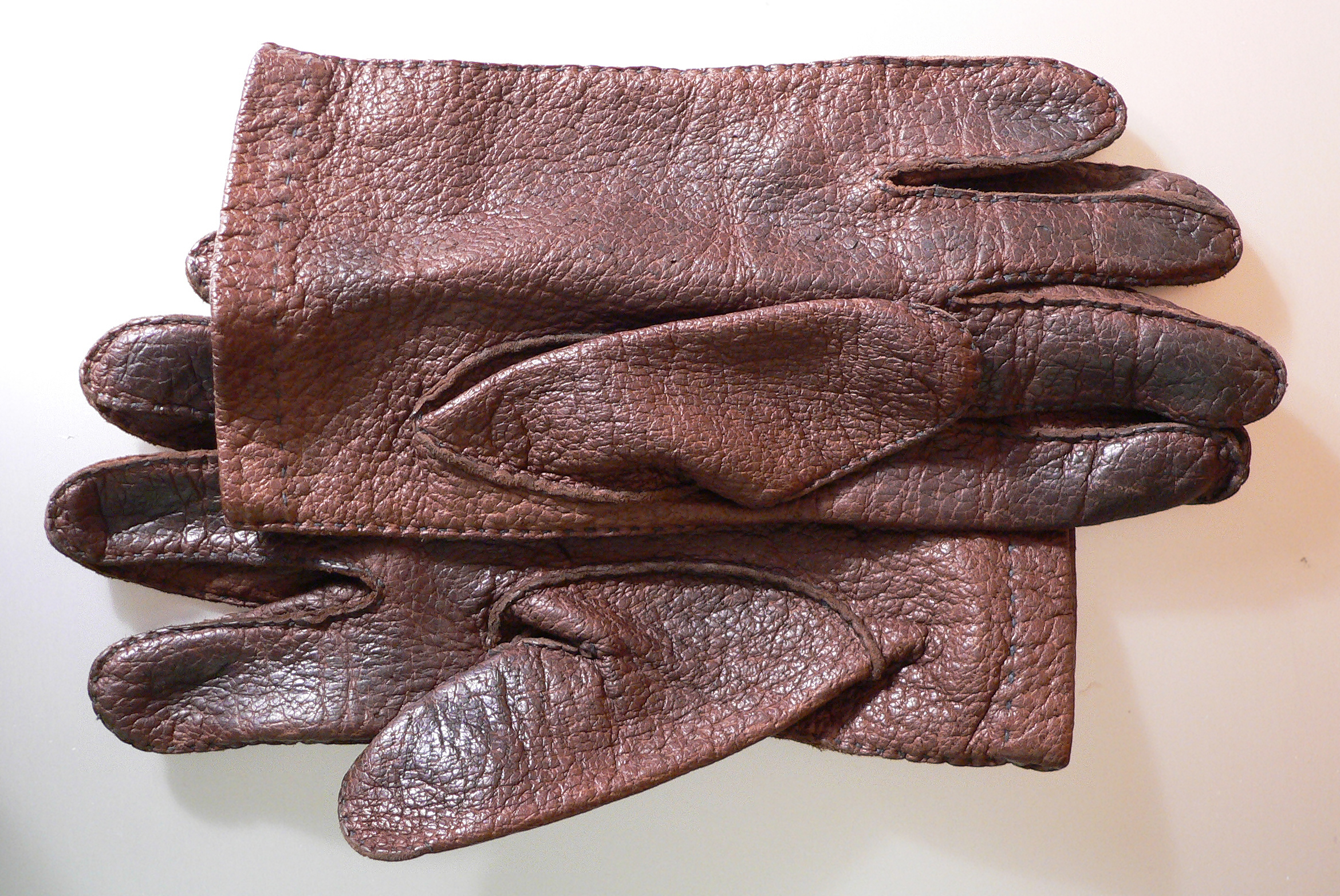
Paire de gants
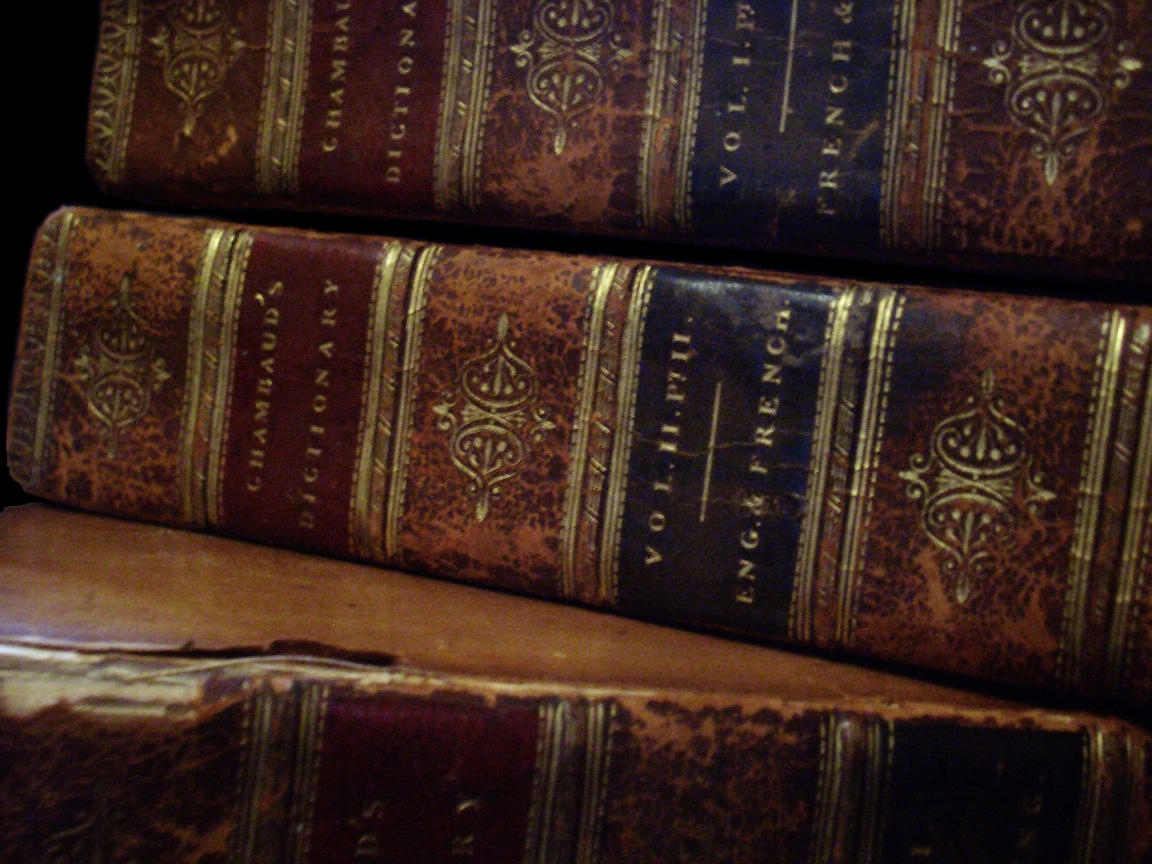
Reliure
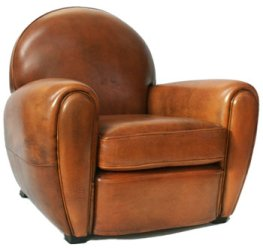
Fauteuil
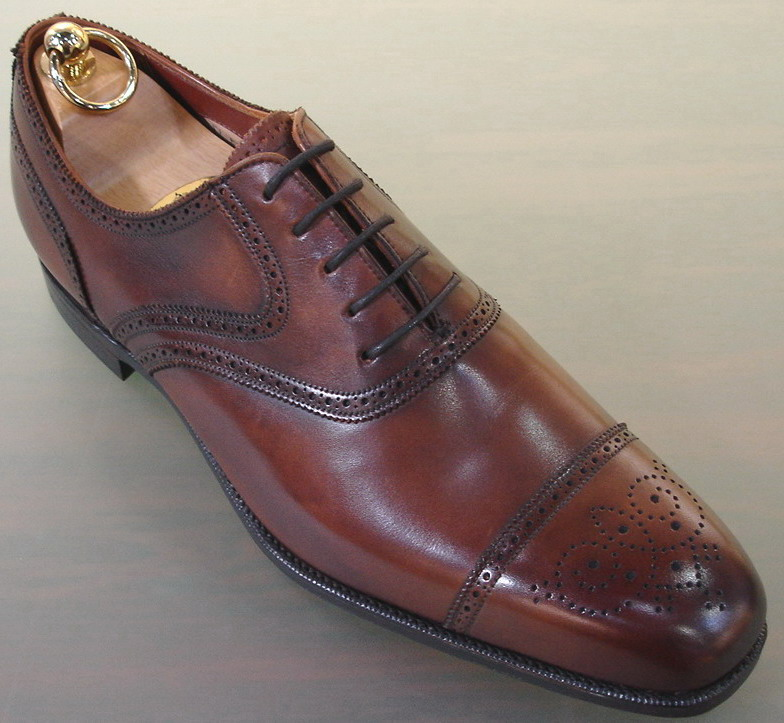
Chaussure

En cas de famine, des populations peuvent se résoudre à faire bouillir ou griller du cuir pour le consommer, comme cela a été le cas en 1333 pendant le troisième siège de Gibraltar, ou à Madagascar en 2021.

## Autres usages du mot

Pictogramme désignant le cuir dans l'industrie.

- Les noces de cuir  symbolisent les deux ans de mariage dans le folklore français.
- « Être cuir » signifie être alcoolisé.
- « Cuir de montagne » est un nom donné à la rectorite, un minéral argileux.
- Le séchage au cuir, ou séchage à « consistance cuir » est une étape du séchage des céramiques avant cuisson : l'argile est encore humide mais assez dure pour pouvoir manipuler (délicatement) la pièce sans la déformer. La surface est lisse, mais accroche un peu, elle n'est pas encore devenue poussiéreuse ; l'ongle s'y enfonce encore aisément. C'est à cette étape du séchage que l'on colle à la barbotine les parties annexes : anse/s, pied/s, reliefs d'applique, etc.
- Un cuir est aussi une faute de langage : liaisons incorrectes (exemple : « il va-t-à Paris »), mots hasardeux (« bravitude » au lieu de « bravoure ») ou formes fautives (« si y en a que ça les dérange »).

## Éthique
Le cuir est critiqué, notamment par les végans, comme le plus lucratif des sous-produits de l'élevage industriel. Le cuir d'animaux exotiques (kangourous, crocodiles, serpents, bisons, etc.) est généralement le plus dénoncé par les associations animalistes et écologistes pour les souffrances que l'élevage ou la capture impliquent. 
Tout objet en cuir est interdit d'entrée dans les temples jains, de même que le port de chaussures en cuir dans les synagogues le jour de kippour.
L'expression hébraïque "tit'hadesh", utilisée pour féliciter l'achat d'un nouveau vêtement ou ustensile, ne s'applique pas aux vêtements en cuir ou en fourrure, car 
" car la production de ces articles a eu pour résultat de prendre une vie animale (Orah Hayim, 223 :6 code du droit juif, vol. 2) 
En décembre 2014, une enquête de PETA révèle l'existence d'une industrie du cuir de chien en Chine. Ce cuir sert notamment à confectionner des gants, des ceintures et des sacs destinés à l'exportation,